# Олексієнко Олександра Андріївна
Олександра Андріївна Олексієнко (1918 — ?) — українська радянська діячка, голова виконавчого комітету Саверецької сільської ради Попільнянського району Житомирської області. Депутат Верховної Ради УРСР 8-го скликання.

## Біографія
Народилася в селянській родині у 1918 році (за іншими даними — 20 травня 1916).
Член КПРС.
На 1971 рік — голова виконавчого комітету Саверецької сільської ради депутатів трудящих Попільнянського району Житомирської області.
Потім — на пенсії у селі Саверці Попільнянського району Житомирської області.

## Нагороди
- орден Леніна
- ордени
- медалі